# Lidoire
Lidoire is een Franse filmkomedie uit 1933 onder regie van Maurice Tourneur.

## Verhaal
De ruiter Lidoire is het gelaten slachtoffer van zijn adjudant. De trompettist Biscotte mag dan wel weer naar het kwartier zijn teruggekeerd, maar Lidoire wordt gestraft, nadat hij zijn kameraad broederlijk heeft verzorgd.

## Rolverdeling
| Acteur                | Personage  |
| --------------------- | ---------- |
| Fernandel             | Lidoire    |
| Rivers Cadet          | Biscotte   |
| Jean Clarens          | Adjudant   |
| Eddy Debray           | Joberlin   |
| Paulette Duval        | Dame       |
| Pierre Ferval         | Vergisson  |
| Gasthons              | Marabout   |
| Marcel Magnat         |            |
| Jean-François Martial | Brigadier  |
| Germaine Michel       | Assistente |